# 친임식

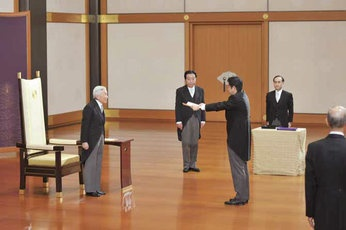
아키히토 주재하에 치러진 아베 신조의 내각총리대신 임명식. 왼쪽이 아키히토, 오른쪽이 아베이며 가운데는 물러나는 전 총리대신 노다 요시히코(2012년 12월 26일).

친임식(親任式)은 일본의 천황이 국가의 요직자를 임명할 때 거행하는 의식이다.
「일본 제국 헌법」하에서는 친임관을 직접 임명하는 의식이었다. 구헌법 제10조 규정에 따라 문무관은 모두 천황이 임면했지만 임면장을 교부하는 형식은 관등에 따라 달랐고 반드시 천황이 수여해야 할 필요도 없었다.
친임식은 고쿄에서 행해졌으며 친임식 당일 임관자는 참내하여 임면장을 받들어 편전에 들어가 어좌의 왼쪽에서 선 채로 기다렸다. 천황이 편전에 들면 임관자는 어전에 나아갔고 천황이 칙어를 내렸다. 이후 임관자가 퇴장하는 것으로 식이 끝났다. 임면장에는 천황이 서명하고 어새를 찍었으며 내각총리대신이 연월일을 기입한 뒤 부서했다. 내각총리대신이 임면장을 받을 때는 다른 국무대신이나 내대신이 그 역할을 대행했다.

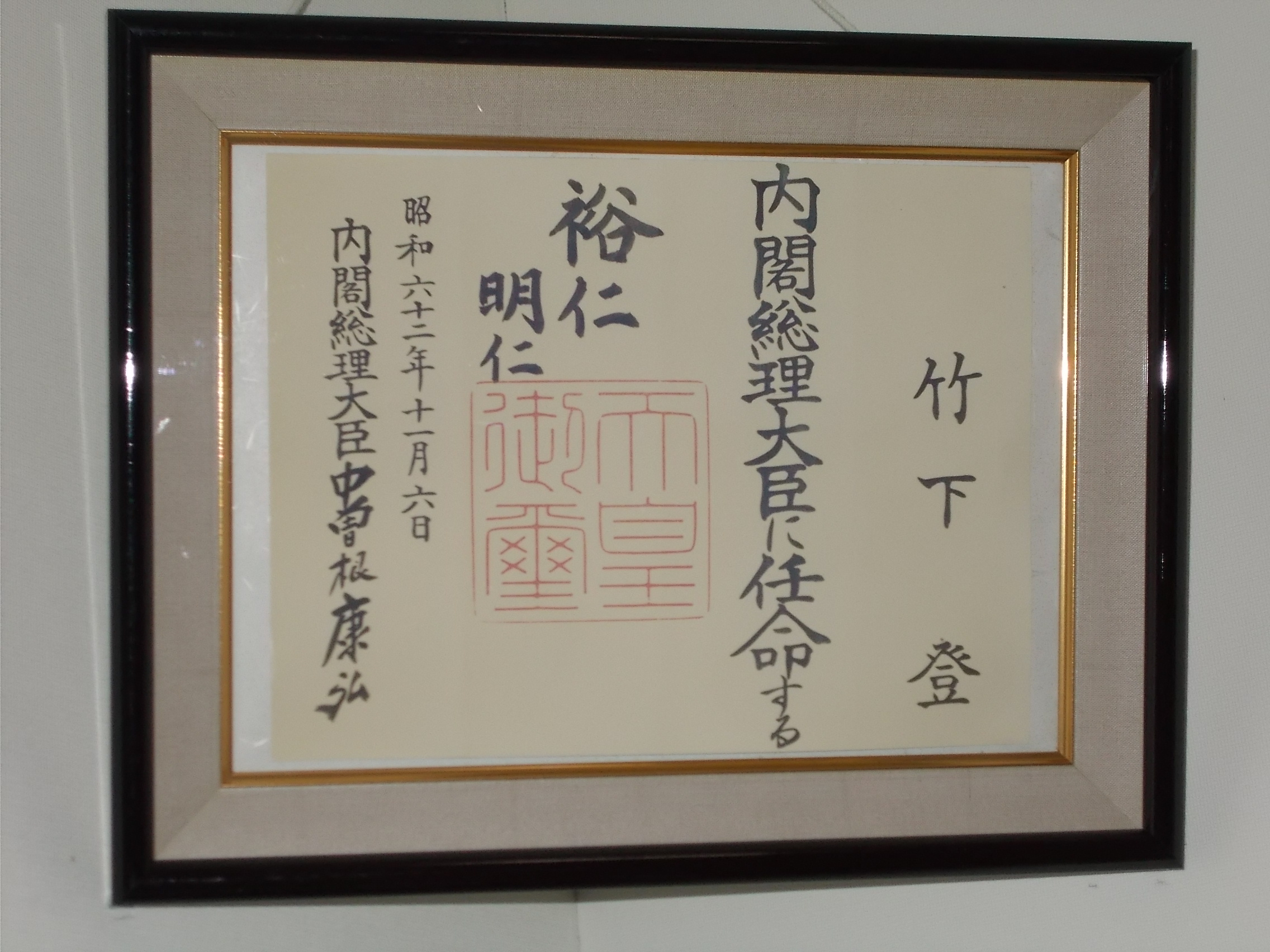
다케시타 노보루가 받은 내각총리대신 임명장. 건강 문제로 쇼와 천황 대신 황태자 아키히토가 친임식을 주재했으며 어명어새도 아키히토가 대행했다.

1947년 「일본국 헌법」이 시행되면서 일본의 내각총리대신과 최고재판소장관만이 친임식의 대상이 되었으며 이 행위는 국사행위의 하나가 되었다. 또한 친임관·칙임관·판임관과 같은 구분도 폐지되었다. 친임식이라는 표현 자체도 법령에서 사라졌지만 여전히 널리 사용되고 있다.
친임식 절차도 약간 수정되어 천황으로부터 임명 칙어를 받은 뒤 임관자가 총리대신일 때는 전임 총리대신이, 최고재판소장관일 때는 현임 총리대신이 임명장을 교부하게 됐다. 현임 총리대신이 재임할 때는 전 국무대신으로부터 임명장을 교부받는다. 교코에서 거행한다는 점도 구헌법 때와 같지만 1966년에 딱 한 번 도치기현 나스정의 별장에서 요코타 마사토시의 최고재판소장관 친임식이 거행된 적이 있다.
내각총리대신 지명 선거 이후 친임식을 거행해야만 총리대신에 취임한 것으로 간주하며 총리대신 친임식 때는 일본 중의원 의장과 일본 참의원 의장이 참석한다.
국무대신과 특명전권대사 등은 구헌법하에서는 친임관에 해당해 친임식을 거행했지만 지금은 친임식을 행하지 않는다. 다만 천황으로부터 임면 인증을 받는 경우가 있는데 이들은 인증관이라 부르며 인증 의식을 인증관 임명식이라 구분하여 부르고 있다.

## 같이 보기
- 친임관
- 칙임관
- 판임관
- 주임관
- 고등관
- 인증관